# Доррего, Мануэль
Мануэ́ль Кри́спуло Бернабе́ Дорре́го (исп. Manuel Críspulo Bernabé Dorrego; 11 июня 1787, Буэнос-Айрес — 13 декабря 1828, Наварра, провинция Буэнос-Айрес) — аргентинский государственный и военный деятель. Дважды занимал пост губернатора Буэнос-Айреса (в 1820 году и в 1827—1828 годах).

## Биография
В 1803 году Доррего окончил реальное училище Святого Карла; продолжил учёбу в университете Святого Филиппа в Чили.
Уехал в Соединённые провинции Южной Америки, где вступил в Армию Севера Мануэля Бельграно. Участвовал в битвах за Тукуман и Сальту, в обоих сражениях был ранен и был повышен Бельграно в звании. В результате ранений не принял участие в сражениях при Вилькапухио и Айоуме, где Северная армия потерпела поражения. Позже Бельграно жалел об отсутствии Доррего. 
В 1814 году сражался против Хосе Хервасио Артигаса в Уругвае. Позже выступал против политики директора Пуэйрредона, направленной на то, чтобы предложить Португалии совместное наступление на Банда Ориенталь (Уругвай). Пуэйрредон провел две беседы с Доррего, в конце которых приказал его арестовать и сослать. Он сел на британский корабль и направился на остров Санто-Доминго, испанскую колонию. Незадолго до прибытия к месту назначения капитан и команда корабля решили заняться пиратством и освободили Доррего. Когда пиратский корабль был захвачен, ему было сложно объяснить свою позицию, но в итоге его отпустили. Ему удалось добраться до Балтимора в США, где к нему вскоре присоединились другие члены его партии, также изгнанные Пуэйрредоном.. 
Изучал теорию федерализма в США, в результате чего пришёл к выводу, что каждый штат должен был автономным, отвергая тем самым централизованную форму правления, созданную Пуэйрредоном. В это время он написал апологетическое сочинение (исп. Cartas apologéticas), осуждая в нём поддержку Пуэйрредона португало-бразильского вторжения.
В 1819 году, после отъезда Пуэйрредона из столицы, вернулся в Буэнос-Айрес. Был назначен временным губернатором, участвовал в боевых действиях против Альвеара, Карреры и Эстанислао Лопеса. В действительности, он оставался противником правительства, в связи с чем на пост губернатора был назначен не он, а Мартин Родригес. Будучи изгнан из страны, Доррего поселился в Верхнем Перу. В Кито встретился с Симоном Боливаром, поддержав его идею создания единого южноамериканского союза.
На короткое время вернулся в Буэнос-Айрес и работал в легислатуре Учредительного собрания Буэнос-Айреса. Активно поддерживал федеральное правительство, критиковал свободу слова. Однако, согласно конституции 1826 года правительство обладало сильной централизованной властью, которая гарантировала свободу слова.

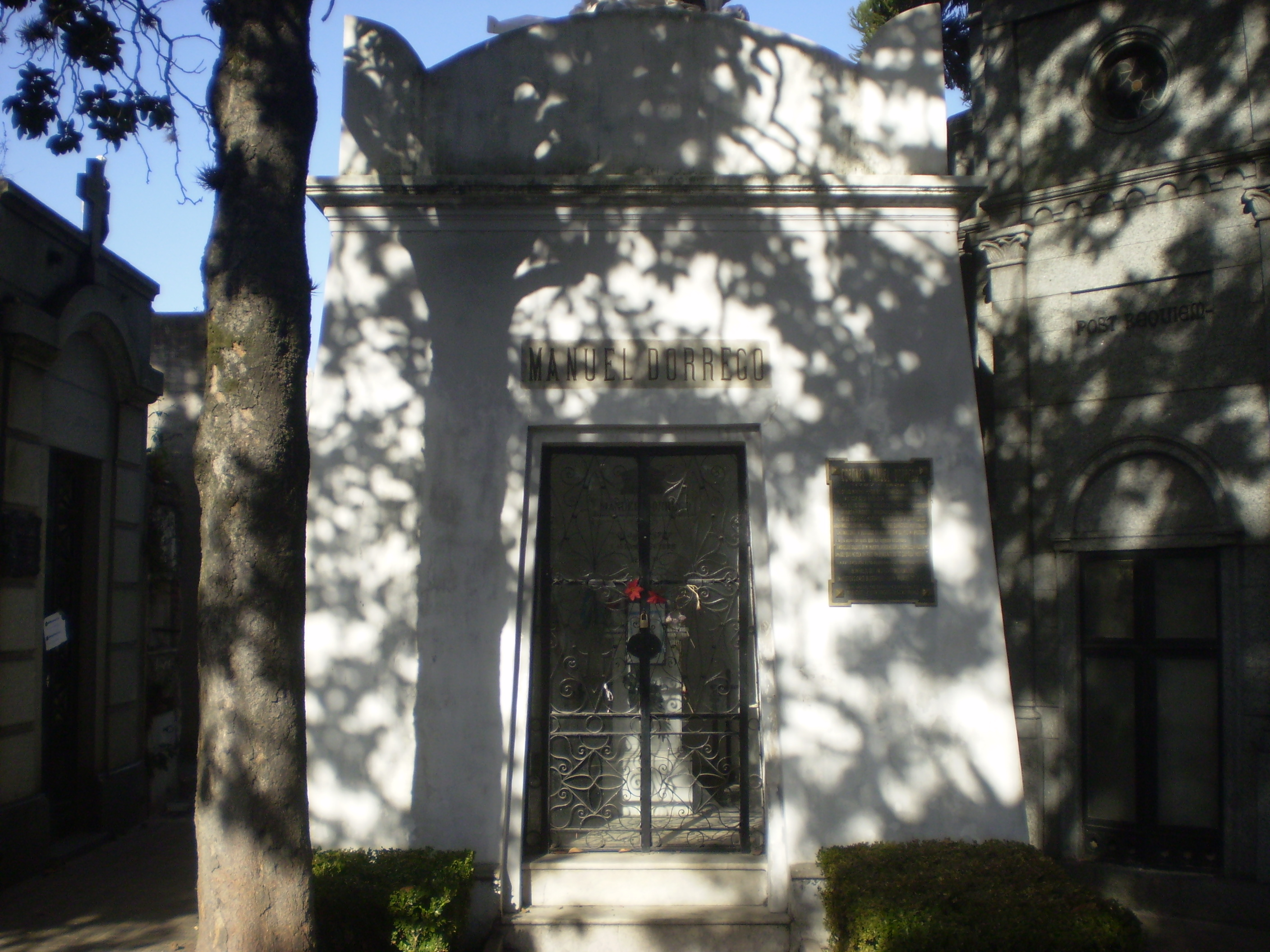
Могила Доррего на кладбище Реколета

Доррего не одобрял политику правительства Бернардино Ривадавии, провозглашенного первым президентом Аргентины, в газете El Tribuno появилась статья, в которой Доррего критиковал его. В связи с недовольством населения новым президентом, Ривадавия вынужден был сложить с себя обязанности, вице-президент Висенте Лопес-и-Планес также был вынужден подать в отставку. Не имея больше главы государства, легислатура назначила Доррего губернатором провинции Буэнос-Айрес. Он покровительствовал бедным, при нём стало действовать федеральное правительство, кончилась аргентино-бразильская война.

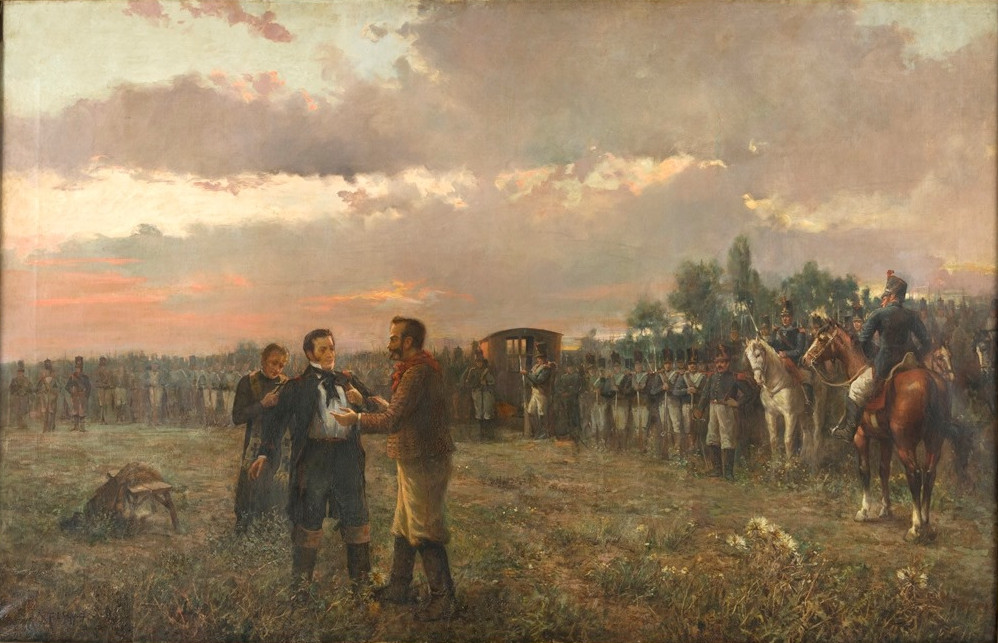
Расстрел Мануэля Доррего. Картина Фаусто Елисео Копини.

Аргентинские войска, вернувшиеся войны, взбунтовались против Доррего, так как под давлением британских дипломатов Аргентина была вынуждена вернуть Бразилии все ранее завоёванные земли. 1 декабря 1828 года лидер Унитаристской партии генерал Хуан Лавалье произвел военный переворот. Свергнутый Доррего покинул Буэнос-Айрес и вместе с союзниками-федералистами, прежде всего с Росасом, создал крестьянскую армию. В конечном счете, он был разбит, захвачен в плен и расстрелян по приказу Лавалье. Лавалье закрыл все законодательные учреждения, в отношении федералистов было предпринято политическое насилие. Однако в конце концов Лавалье был разгромлен Хуаном Мануэлем де Росасом и под его напором был вынужден уйти с поста президента, Росас открыл все учреждения, функционировавшие до переворота Лавалье.